# 馬介璋
馬介璋，BBS男（1942年—），中共政治人物丶香港企業家，香港馬主，潮陽成田鎮人，是香港上市公司佳寧娜控股首任董事會主席、目前為佳寧娜控股名譽主席、執行董事，佳寧娜控股、華南城控股有限公司及佳寧娜飲食集團、華東城聯合創辦人。以及若干佳寧娜企業附屬丶關聯公司董事、其弟是佳寧娜控股現任主席及創辦人之一及佳寧娜飲食集團現任董事會主席及創辦人之一馬介欽，其子是馬鴻銘和馬鴻文。

## 生平
馬介璋15歲第一天到母親任職的廠房工作，就因請教母親工作的事，被老闆誤會他是貪玩而遭解僱。                                                                         
他暗下決心要創辦自己的企業，並以製衣起家，結果他成功了，而且比解僱他的老闆的企業大很多倍。而目前他的企業達成集團，業務涉及地產丶投資丶物流，餐飲等。
在事業成功後，馬介璋致力回饋社會。先是捐建汕頭市潮南區馬介璋職業技術學校及潮陽成田鎮馬介璋中學，並在汶川地震，雅安地震捐款，個人多年來捐出了近億元。 

### 社會公職
社會公職方面，馬介璋曾任東華三院副主席、第九屆全國政協委員、第十屆全國政協委員、第十一屆全國政協委員、廣東省政協常務委員、深圳市政協副主席、香港潮州商會名譽會長、中國僑聯顧問、深圳同心俱樂部會長丶深圳市僑商國際聯合會永遠名譽會長、香港潮屬社團總會永遠名譽主席等
曾在第十届全国政协提议将深圳并入香港特区。

## 榮譽學位
- 美國莫里森大學榮譽哲學博士
- 亞洲知識管理學院院士

## 榮譽
- 2003年 銅紫荊星章[6]
- 深圳市榮譽市民。

## 相关條目
- 馬介欽
- 馬鴻銘
- 達成集團
- 華南城
- 佳寧娜飲食集團
- 蔡加敏
- 蔡志明
- 佳寧娜控股
- 馬鴻文
- 香港慈雲閣
- 華東城

## 外部連結
- 達成集團
- 佳寧娜飲食集團 （页面存档备份，存于）
- 華南城 （页面存档备份，存于）
- 華東城
- 達成集團2012年報 （页面存档备份，存于）
- 華南城董事簡介
- 馬主馬介璋 （页面存档备份，存于）
- 校 董 會 （页面存档备份，存于）

## 馬介璋家族
馬介璋、馬介欽兄弟，馬介璋、馬張蓮驕婚後育有長子馬鴻銘、次子馬鴻文等，而其弟介欽與太太郭潔微育有
女兒馬曉晴等

## 持有資產
- 馬氏兄弟以離岸家族信託East Asia International Trustees Limited、 Golden Yield Holdings Limited、 Regent World Investments Limited等持有佳寧娜控股 合共持有67%的股權間接控制華東城、佳寧娜飲食集團等關聯企業至少控制40一50億港幣的淨資產
- 2014年購大埔白石角逸瓏灣，逸瓏灣I第1座8樓A室，實用面積2003方呎，成交價3865.26萬元[7]。

- 九龍塘牛津道7號帝文苑豪宅單位，以1.16億元出售[8]

## 新聞
1. ↑  .   [2020-06-14]. （原始内容存档于2020-06-15）. （页面存档备份，存于）
2. ↑  .   [2022-03-15]. （原始内容存档于2022-04-15）. （页面存档备份，存于）
3. ↑  .   [2018年8月16日]. （原始内容存档于2020年6月15日）. （页面存档备份，存于）
4. ↑  .   [2021-12-13]. （原始内容存档于2021-09-24）. （页面存档备份，存于）
5. ↑  . 广州日报. 2005-03-10  [2023-10-13]. （原始内容存档于2005-03-21）. （页面存档备份，存于）
6. ↑  . 文匯報. 2003-07-01  [2020-10-18]. （原始内容存档于2020-11-05）. （页面存档备份，存于）
7. ↑  .   [2018-08-16]. （原始内容存档于2019-06-12）. （页面存档备份，存于）
8. ↑  
佳寧娜馬介璋1.16億沽九龍塘豪宅　持貨22年帳賺兩倍